# Dmitri Radcenko
Dmitri Radcenko (n. 2 decembrie 1970, Leningrad, RSFS Rusă, URSS) este un fost fotbalist rus.
Între 1992 și 1996, Radcenko a jucat 35 de meciuri și a marcat 9 goluri pentru echipa națională a Rusiei. Radcenko a jucat pentru naționala Rusiei la Campionatul Mondial din 1994.

## Statistici
| Uniunea Sovietică | Uniunea Sovietică | Uniunea Sovietică |
| An                | Meciuri           | Goluri            |
| ----------------- | ----------------- | ----------------- |
| 1992              | 2                 | 0                 |
| Total             | 2                 | 0                 |
| Rusia             |                   |                   |
| An                | Meciuri           | Goluri            |
| 1992              | 2                 | 1                 |
| 1993              | 5                 | 1                 |
| 1994              | 11                | 5                 |
| 1995              | 8                 | 2                 |
| 1996              | 7                 | 0                 |
| Total             | 33                | 9                 |